# Multiplan-kamera
Multiplan-kameraet er et kamera anvendt til film, der blev brugt i den traditionelle animationsproces, hvor tegninger lagt på lag af glas, flyttes tættere/længere væk fra kameraet af varierende hastigheder, for at opnå en illusion af parallakse eller dybde.
Udvalgte dele af tegningerne holdes transparente, så de øvrige lag kan ses i gennem dem. Bevægelserne beregnes og fotograferes billede for billede resulterende i en illusion af dybde opstår, da de adskillige lag af tegninger bevæger sig med forskellige hastigheder; jo længere væk fra kameraet tegningen er, jo langsommere bevæger den sig. Multiplan-effekten omtales sommetider for en parallakseproces .
En alternativ metode der benyttes er at have baggrunden og forgrunden til at bevæge sig i modsatte retninger. Dette skaber en illusion om rotation. Et tidligt eksempel på dette kan ses i en scene i Walt Disneys Snehvide og de syv dværge (1937), hvor den onde dronning drikker sin eliksir, og omgivelserne ser ud til at snurre rundt om hende.

## Historie
En tidlig udgave multiplan-kameraet blev brugt af Lotte Reiniger til hendes animerede film Prins Achmeds eventyr (1926).  Berthold Bartosch, der arbejdede med Reiniger, brugte en lignende opsætning i sin film L'Idee (1932).